# Simhavarman VI
Simhavarman VI (Hindi: सिंहवर्मन, ? - ?) là quốc vương Champa trong giai đoạn 1390 - 1400.

## Tiểu sử
Ông có nguyên danh Ko Ceng (chữ Hán: 羅皚 / La Ngai, 閣勝 / Các Thắng), là một tì tướng của Chế Bồng Nga, theo vua đi công phá Đại Việt vào năm 1390.
Khi Chế Bồng Nga tử trận, La Ngai, tướng Chiêm Thành, thu thập tàn quân, hỏa táng hài cốt Bồng Nga, ngày đêm đi lần chân núi, bắc ngang cây làm giàn để nấu cơm, vừa đi vừa ăn, chỗ nào gặp quan quân đuổi đánh thì dừng voi lại, tung của ra, để làm kế ngăn cản, nên đem quân về nước được trọn vẹn tại Vijaya.
Tại kinh sư, Ko Ceng phao tin đồn về năng lực kém cỏi của Chế Bồng Nga khiến số đông lúc đó tin rằng nhà vua chết trận vì ham đánh quá đà và bỏ bễ việc nội trị, do đó uy tín của Chế Bồng Nga sụt giảm thấy rõ. Danh tiếng phút chốc tiêu tan của Chế Bồng Nga gây ảnh hưởng rất nhiều đến khả năng kế vị của các con ông. Lựa thế lòng người đã đổi, Ko Ceng kích động các triều thần thân tín ủng hộ mình lên ngôi báu. Cùng năm 1390, Ko Ceng đăng cơ, lấy niên hiệu là Simhavarman VI. Ba người con của Chế Bồng Nga thua thiệt, sợ tổn hại đến tính mạng nên đã dong thuyền chạy sang Đại Việt xin tị nạn:109–111. Nhà Trần đồng ý thu nhận họ và cho đứng vào hàng ngũ quý tộc.
Năm 1391, La Ngai sai sứ sang xin nhà Minh thừa nhận nhưng Minh Thái Tổ nói với các quan bộ Lễ rằng: "Đây do viên quan soán nghịch! Đồ tiến cống đừng nhận. Trước đây viên quan Chiêm Thành là Các Thắng giết Vương nước này tự lập, nên cự tuyệt."
Giai đoạn trị vị của Simhavarman VI và kế tục là con trai ông chứng kiến sự phục hưng ngắn ngủi của liên minh Champa. Ban đầu, ông nhận thấy tiềm lực của Champa chưa đủ kiểm soát được một lãnh thổ quá rộng nên đã từ bỏ phần lớn những lãnh địa do tiên vương vừa chiếm được, cụ thể là các rẻo đất tại nơi hiện nay là Tây Nguyên. Tuy nhiên, cách trị quốc khắt khe của ông cũng gây nên làn sóng bất mãn ở khắp nơi, đồng thời, Simhavarman VI quá chú tâm đến việc chặt bỏ các vây cánh cũ của Chế Bồng Nga để cất đặt thuộc hạ của mình:238.
Ở ngoại trị, Simhavarman VI chấp nhận khai phục lệ phụng cống xưng thần với nhà Trần, nhưng ngay từ năm 1391 ông đã dâng cống phẩm xin nhà Minh thừa nhận địa vị chính danh của mình. Sứ đoàn Chăm Pa đến Trung Quốc triều cống các năm 1394, 1397, 1398.
Tuy nhiên phải đợi đến năm 1413 thì con của ông là Indravarman VI mới được "thiên triều" tấn phong. Tựu trung, bối cảnh Champa dưới triều đại Simhavarman VI vẫn khá hưng vượng, tiếp nối cái mạch từ thời Chế Bồng Nga, nhưng so với triều trước thì giai đoạn này ít có các cuộc tranh đoạt quyền bính và nhất là không còn phải long đong vì chiến tranh.